# قوه ونجيون
قوه ونجيون (بالصينية: 郭文珺) (من مواليد 22 يونيو 1984) هو لاعب كرة الطاولة من الصين.
شاركت في دورة الألعاب الآسيوية 2006 في الدوحة بقطر.

## روابط خارجية
- قوه ونجيون على موقع الاتحاد الدولي (الإنجليزية)
- قوه ونجيون على موقع أوليمبيديا (الإنجليزية)